# Ngola (título)
Ngola era o título dado aos governantes do reino de Ndongo, que existiu do século XVI ao XVII no que é hoje o noroeste de Angola.
O termo começou por se referir aos símbolos religiosos de ferro usados pelos Ndongo, mas, à medida que a importância destes símbolos aumentou e o seu uso se espalhou, passou a ser um título usado pelos guardiões dos símbolos. Com tempo, o detentor do título "Ngola a Kiluanje", em particular começou a adquirir grande influencia política e, em meados do século XVI, o reino do Ngola a Kiluanje estava em forte expansão.